# Drossaerdhuis
Het Drossaerdhuis, ook wel Huis Corten of Cortenhuis genoemd, is gelegen aan de Geenstraat in de Geleense wijk Lutterade, een wijk van de gemeente Sittard-Geleen.

## Beschrijving van het Huis
Het grondpatroon van dit complex had oorspronkelijk de vorm van een gesloten hoeve bestaande uit een drielaags herenhuis, een poortgebouw met een verhoogd middengedeelte en voorzien van een fronton, een schuur annex koetshuis en veestallen waaraan later aan de achterzijde een serre werd aangebouwd. Het poortgebouw geeft toegang tot de binnenplaats, aan de linkerzijde van de poort is een huiskapel opgenomen en aan de rechterzijde een brouwerij met drinkwaterput.
Het herenhuis staat dwars op de straat en is in de gevel aan de straatzijde voorzien van ankers met het bouwjaar "Anno 1751" en met de initialen R.C. en P.G. die verwijzen naar de bouwers, drossaard Reinier Corten (1706-1764) en zijn echtgenote Petronella Gadé (1716-1755). Het staat op de fundamenten van een voormalig huis uit het begin van de 17e eeuw en bekend onder de naam Mutzenich. Dit brandde in 1744, toen dit reeds in bezit was van de familie Corten, tot de grond toe af. Aan de achterzijde van het huis zijn de jaartalankers 1(7)44 aangebracht die verwijzen naar het jaar van de brand.
Het huis en het poortgebouw is opgetrokken in uit bakstenen in Maaslandse renaissancestijl en is voorzien van hardstenen omlijstingen voor de ramen en deuren. Op de binnenplaats bevindt zich een regenwaterput. Het koetshuis, de stallen en serre zijn in de jaren 1960 verdwenen bij de bouw van een scholencomplex direct naast het Drossaardhuis. Herenhuis en het poortgebouw waren vele jaren voorzien van een witte kalklaag. Bij de restauratie van het complex rond 1970 is deze verwijderd.
Het herenhuis heeft keldergewelven en muren van 1 meter dik. Het interieur van het huis heeft hoofdverblijven die elk zijn voorzien van een open haard. De open haard in de bijkeuken heeft een ijzeren omlijsting waarop het wapen van Corten is aangebracht en daaronder het jaartal 1654.

## De (voor)geschiedenis
Het oorspronkelijke huis van de halfersfamilie Mutzenich werd in 1660 gekocht door Leonard Corten uit Nuth die in 1654 was getrouwd met Elisabeth Proosten uit Lutterade. Leonard bracht enkele ingrijpende wijzigingen aan in het huis en het werd voorzien van een gevelsteen met het jaartal 1654. Deze steen wordt nu nog in Geleen bewaard. Het echtpaar Corten-Proosten kreeg negen kinderen. Hun zoon Jan Willem Corten bekleedde de functie van secretaris te Geleen en trouwde met Ida Penris. Uit hun huwelijk zijn zes jongens geboren, de vierde zoon was Reinier Corten geboren in 1706. De derde zoon stierf een wiegendood de vier overige werden later priester.
Reinier Corten zou een belangrijke rol gaan spelen in de 18e-eeuwse historie van Geleen. In 1733 werd hij aangesteld tot secretaris van Claudius Lamoraal de Ligne, die het graafschap Geleen via zijn echtgenote Elisabeth von Salm in bezit had gekregen.
In 1753 werd hij door de Ligne officieel benoemd tot drossaard van Geleen en Amstenrade, tot rentmeester van zijn uitgestrekte landgoederen en ontvanger-generaal van het Land van Valkenburg. In zijn functie van drossaard en hoofd van de schepenbank te Amstenrade en Geleen leidde hij talrijke rechtsgedingen tegen ingezetenen van de onder hem ressorterende dorpen. Vooral aan de verdachten die lid waren of medeplichtig waren aan de activiteiten van de in die tijd opererende Bokkerijdersbenden die hun zetel hadden in Schinnen, Hoensbroeck en Geleen, had hij zijn handen vol. Veel van de leden van deze bendes belandden door zijn toedoen in de gevangenis of werden zelfs aan de galg opgeknoopt, onder andere aan de galg in de Raadskoul in Geleen, enkele honderden meters verwijderd van het Drossaardhuis.
Uit overlevering wordt vaak beweerd dat de brand die in 1744 het Cortenhuis in de as legde, uit wraak is aangestoken door leden van de Bokkenrijders of zelfs door twee zusters uit Schinveld wier broers, te weten Jan Jeurissen en Dirk de Knol, door Corten waren terechtgesteld.

## Eigenaren en bewoners
Reinier Corten en zijn vrouw Petronella Gadé waren de eerste eigenaars van het huis tot 1764, het jaar waarin Corten overlijdt. Petronella was reeds in 1755 overleden. Drie van de vijf kinderen uit het huwelijk waren in 1764 nog ongetrouwd en bleven de bewoners van het huis. Een van hen, stamhouder Frederic Leonard Corten trouwde in 1776 en vertrok naar Oensel.  
Pas dan, in 1776, vindt er een notariële scheiding en deling plaats door de erfgenamen van drossaard Corten waarbij het huis bij opbod wordt verkocht. Eigenaar werd Jan Joseph De Maes, weduwnaar van Anna Sybilla Corten, die met 5020 gulden het hoogste bod uitbracht. Nog geen drie maanden later verkocht hij het complex echter voor hetzelfde bedrag aan Frederic Leonard Corten en diens nog ongehuwde zussen Maria Theresia en Maria Catharina. De beide zussen bleven aldus de bewoners van het huis. In de volksmond werd de uitdrukking "bie de jofferkes" gebruikt.
Maria Theresia Corten trouwt in 1787 op 39-jarige leeftijd met Pieter Mathijs Lemmens (1755-1847), haar buurman van de 'grote hoeve van Lutterade'. Zij krijgen vier kinderen, de oudste is Jan Reinier Lemmens (1788-1870), later notaris en burgemeester van Geleen. De familie Lemmens bewoont het Drossaardhuis ruim een eeuw. In 1870 wordt de weduwe Bloem-Russel, dochter van een zus van Jan Reinier Lemmens, de eerste bewoonster die de naam Lemmens niet draagt.
Dan volgen er enkele korte periodes waarbij het huis van eigenaar wisselt. In 1875 de priester-karmeliet P.J.H. Russel, in hetzelfde jaar nog de Beierse karmelietessen en vervolgens in 1879 mevr. Swart-Strens, een grande dame uit Maastricht die al enkele jaren eerder de bewoonster werd en dat bleef tot haar dood in 1909. Zij voerde enkele ingrijpende wijzigingen door ten gunste van haar inwonende personeel en enkele familieleden. Een der wijzigingen was het ombouwen van de brouwerij in een woning waarin de radermaker Jan Gerard Cremers met zijn gezin gingen wonen. De veestal werd door Cremers gebruikt als werkplaats. In 1900 al had mevr. Swart het huis reeds verkocht aan de zusters van het naastgelegen klooster van de Arme Dienstmaagden van Jezus Christus. De zusters lieten de schuur ombouwen tot schoolgebouw en (wellicht pas na het overlijden van mevr. Swart) de grote koetspoort werd dichtgemetseld en voorzien van een extra raam aan de straatzijde.
Na het overlijden van mevr. Swart-Strens werd de woning aanvankelijk door de zusters gebruikt maar in 1915 stelden zij het huis ter beschikking aan de jonge, nieuw gevestigde huisarts dokter Lienaerts onder beding dat hij zieke zusters gratis zou behandelen. Lienaerts overlijdt in 1962, zijn weduwe verblijft nog enkele jaren in het huis, waarna de zusters in 1964 besluiten om het huis te verkopen aan de Gemeente Geleen. Het plan van de gemeente is om het complex te gaan gebruiken voor culturele doeleinden waarbij werd gerekend op een flinke rijksbijdrage. Toen die uitbleef liet men het gebouw verder ongebruikt en onbewoond waarna het, mede door vandalisme, in verval raakte.
Gelukkig was er iemand in de persoon van het echtpaar Sliepen-Belderok die dit verval niet langer kon aanzien en bereid was de door de gemeente gestelde verkoopsom van 30.000 gulden op te brengen en een grondige restauratie te beginnen waarbij het complex zoveel mogelijk in de oorspronkelijke staat werd teruggebracht. De koetspoort aan de straatzijde, waar de stenen boog nog van aanwezig was, werd weer in ere hersteld en voorzien van een nieuwe poort. Het koetshuis en de stallen werden gesloopt voor de realisatie van schoolgebouwen voor de zusters. Het verwijderen van het koetshuis in 1975 heeft het historisch silhouet van het complex echter ernstig verminkt.
In 1987 werd het huis verkocht aan de burgemeester van Geleen, mr. Hans Lurvink die er woonde tot 1995. Daarna werd het eigendom van een makelaardij en in 2007 kwam het in bezit van de huidige bewoners, het echtpaar Bakkers-Rutten.